# Craterosiphon quarrei
Craterosiphon quarrei är en tibastväxtart som beskrevs av Pierre Staner. Craterosiphon quarrei ingår i släktet Craterosiphon och familjen tibastväxter. Inga underarter finns listade i Catalogue of Life.